# Brothers in Arms: Double Time
Brothers in Arms: Double Time est un jeu vidéo de tir à la première personne développé par Gearbox Software et édité par Ubisoft, sorti en 2008 sur Mac et Wii.
Il s'agit d'une compilation de Brothers in Arms: Road to Hill 30 et Brothers in Arms: Earned in Blood.

## Accueil
- Jeuxvideo.com : 13/20 (Wii)[1]